# 로랑데지레 카빌라
로랑데지레 카빌라(프랑스어: Laurent-Désiré Kabila, 문화어: 로랑 데지레 까빌라, 1939년 11월 27일~2001년 1월 18일)는 콩고민주공화국의 정치인으로, 제 3대 콩고민주공화국의 대통령이었다.
르완다, 우간다 등의 지원을 받아, 콩고민주공화국에서 32년간 철권 통치한 모부투 세세 세코를 축출하고 대통령에 올랐으나, 2001년 암살되었다. 이후 그의 아들 조제프 카빌라가 대통령직을 승계하였다.

## 초기
카빌라는 벨기에령 콩고의 카탕가 주에서 루바인 아버지와 룬다인 어머니 사이에서 태어나, 프랑스와 탄자니아에서 공부하였다.

## 콩고 위기
1960년 콩고가 벨기에에게 독립한 이후, 콩고 위기가 시작되었고, 카빌라는 파트리스 루뭄바를 지지하는 카탕가 루바인 협회 (발루바카트) 청년단 소속으로 모이즈 촘베와 싸웠다. 몇 개월 후, 루뭄바가 조제프 모부투에게 전복 되자, 카빌리는 북부 카탕가의 페르디낭 툼바 (Ferdinand Tumba) 정권의 정보 장관에 임명되었다. 그는 루뭄바주의 (Lumumbist) 조직 "Prosper Mwamba Ilunga"를 결성해, 다른 루뭄바주의 조직인 국민 해방 회의 (Conseil National de Libération) 가 결성되었을 때에는 동부 콩고, 특히 키부 (Kivu) 와 북부 탕가에 조직자를 위해 파견되었다. 1965년에는 탕가니카 호수 건너편에 위치한 탄자니아의 키고마 (Kigoma)에서 월경 작전을 개시하였다.
당시 콩고 민중들의 생활고를 알았던 쿠바의 혁명가 체 게바라는 콩고가 혁명의 가능성이 있다고 판단하여 1965년 쿠바 방식의 혁명을 계획해 100명의 직속 혁명군들을 이끌고 단기간 카빌라를 지원한 적이 있었는데, 당시 26세의 카빌라는 혁명 보다는 알코올 섭취와 여자와의 잠자리에 더 흥미가 있었기 때문에 체 게바라는 카빌라에 대해 실망하였고, 카빌라와 체 게바라 간의 협력은 중단되었다. 그 후 혁명은 같은 해 진압되었다.
1967년 카빌라와 남은 지지자들은 활동 장소를 남키부 (South Kivu)의 피지바라카 (Fizi-Baraka) 산악 지대로 옮겨 인민혁명당 (People's Revolutionary Party, PRP)을 결성하였다. 중화인민공화국의 지원을 받은 인민혁명당은 탕가니카호 서부의 남키부에 마르크스주의 분리 국가를 설립하였다. 1970년대 후반 ~ 1980년대 전반에 상당한 부를 쌓은 카빌라는 다르에스살람, 캄팔라에 집을 세웠고, 전하는 바에 따르면 캄팔라에서 훗날 우간다의 대통령이 되는 요웨리 무세베니와 만났다. 무세베니와 탄자니아 대통령 줄리어스 니에레레는 훗날 르완다의 대통령이 되는 폴 카가메를 카빌라에게 소개하였다. 이 인물들의 이러한 접촉은 제1차 콩고 내전에 르완다, 우간다가 개입하는 계기가 되었다.

## 콩고 내전과 대통령

카빌라 정권의 콩고 민주 공화국의 국기.

카빌라는 제1차 콩고 내전이 시작된 1996년 10월, 후투인 군대를 쫓아 투치인 군대를 이끌고 콩고로 돌아왔다. 카빌라는 부룬디, 우간다, 르완다 투치인 정권의 지원을 받아, 콩고자이르 해방 민주군 연합 (Alliance des Forces Démocratiques pour la Libération du Congo-Zaïre) 을 이끌고 전면전을 시작하였고, 1997년 중반에 수만 명의 희생 끝에 승리하였다. 1997년 5월의 평화 교섭의 실패로 모부투 세세 세코는 해외로 망명하였고, 카빌라는 같은 달 17일 루뭄바시에서 승리를 선언하고 헌법을 정지해, 국가 이름을 자이르에서 콩고 민주 공화국으로 되돌렸다. 같은 달 20일 킨샤사에 입성할 때에는 사실상 종신 대통령에 취임한 상태였다.
카빌라는 마르크스주의자였으나, 자본주의와 집단주의가 혼재된 정책을 시행했는데, 서방 세계에서는 카빌라를 신세대 아프리카 지도자로 표현하며 그의 정책을 전임자 모부투의 권위주의, 부패, 인권 침해와 다르다고 평가하는 사람도 있었다. 카빌라는 모부투 정권의 정보부 장관 도미니크 사콤비 이농고 (Dominique Sakombi Inongo)의 도움으로 개인 숭배를 준비한 것으로 인해 과시 욕구가 강하다는 비난을 당하기도 하였다.
1998년, 카빌라를 지원했던 동맹국 우간다와 르완다가 그와 대립하는 신 반정부 세력 콩고 민주 연합 (Rally for Congolese Democracy, RCD)를 지원하게 되었다. 카빌라는 새롭게 짐바브웨, 나미비아, 앙골라와 동맹 관계를 맺고 남부와 서부 영토를 유지하였고 (북부는 우간다, 동부는 르완다가 점유하였다.), 1999년 7월의 평화 교섭에서 대부분의 외국 군대 철수에 합의하였다.
2001년 1월 16일, 카빌라는 경호원 라시디 카세레카 (Rashidi Kasereka) 에게 총격을 당했고, 카세레카는 이후 사살되었다. 카빌라는 짐바브웨로 옮겨져 의료 처치를 받았으나 같은 달 18일 사망하였고, 일 주일 후 사체가 콩고 민주 공화국에 보내져 아들 조제프 카빌라에 의해 국장으로 치러졌다. 조제프 카빌라는 그의 뒤를 이어 콩고 민주 공화국의 대통령이 되었다.
특별 군사 법정에 의해 이루어진 카빌라 암살 관련 수사에 의해 135명이 재판에 회부되었으며, 2003년 카빌라의 사촌 형제 가운데 한 명이자 암살의 주모자로 지목된 에디 카펜드 (Eddy Kapend) 대령과 다른 25명에게 사형 판결이 내려졌다. 그 외 64명이 6개월에서 종신형 판결을 선고 받고 투옥되었으며, 45명은 석방되었다.